# رینگ خونین
رینگ خونین (به انگلیسی: Bloodsport) با عنوان اصلی ورزش خونین یک فیلم رزمی آمریکایی به کارگردانی نیوت آرنولد که در سال ۱۹۸۸ منتشر شد. در این فیلم ژان-کلود ون دام، دونالد گیب، لیه ایرز و بلو یانگ به ایفای نقش پرداخته‌اند. این فیلم تا حدی بر اساس ادعاهای تأیید نشده توسط هنرمند رزمی فرانک داکس ساخته شده‌است. و تمرکز فیلم دربارهٔ فرانک داکس (با بازی ژان-کلود ون دام)، کاپیتان ارتش ایالات متحده و تمرین‌کننده نینجوتسو است که در یک تورنمنت هنرهای رزمی زیرزمینی به نام کومیته در هنگ کنگ شرکت می‌کند. فیلم در گیشه فروش خوبی داشت و با بودجه ۱٫۵ میلیون دلاری ۵۰ میلیون دلار فروخت. این فیلم یکی از اولین فیلم‌های ژان کلود ون دام بود که توانایی‌های ورزشی او را به نمایش گذاشت.
فیلمنامه بر اساس بسیاری از ادعاهای فرانک داکس است که برای اولین بار در نوامبر ۱۹۸۰ مجله بلک بلت پوشش داده شد. دوکس واقعی به عنوان طراح مبارزه و مشاور فنی فیلم حضور داشت. پس از انتشار آن، بسیاری از ادعاهای داکس مورد مناقشه قرار گرفتند، از جمله توسط یکی از فیلمنامه نویسان شلدون لتیچ، که ادعا کرد داکس سابقه مبارزه خود و وجود کومیته را از خودش ساخته‌است.

## گیشه
در ژانویه ۱۹۸۹، لس آنجلس تایمز فروش ۱۱٫۷ میلیون دلاری باکس آفیس ایالات متحده را در مقابل بودجه ۲٫۳ میلیون دلاری گزارش کرد. در آگوست ۱۹۸۹، شیکاگو تریبون گزارش داد که این فیلم ۵۰ میلیون دلار در سراسر جهان به دست آورد، از جمله ۱۵ میلیون دلار در ایالات متحده و کانادا، که آن را به سودآورترین فیلم شرکت گروه کانن در سال ۱۹۸۸ تبدیل کرد.

## دنباله سازی فیلم
به دلیل استقبال مخاطبین و موفقیت مالی فیلم در سال‌های بعد از ۳ قسمت دیگر از این نوع فیلم با عنوان رینگ خونین۲ (۱۹۹۶)، رینگ خونین۳ (۱۹۹۷) و رینگ خونین ۴: مبارزه تاریکی (۱۹۹۹) ساخته شد. نسخه‌های بعدی رینگ خونین بدون حضور ژان کلود ون دام و دیگر عوامل قسمت اول ساخته شدند.

## داستان فیلم
فرانک داکس با پسر یک استاد رزمی ژاپنی دوست می‌شود. پدر آن پسر، به او نینجوتسو تعلیم می‌دهد. سال‌ها بعد پسر در جوانی می‌میرد و استاد نیز همه دانش خود را به فرانک تعلیم داده‌است. فرانک در کمیته هنگ کنگی شرکت می‌کند و در آن جا او با اتفاقاتی روبرو شده سرانجام پیروز می‌شود و با افتخار به کشورش بازمی‌گردد.

## بازیگران
- ژان کلود ون دم درنقش فرانک داکس
- دونالد گیب درنقش ری جکسون
- لیه ایرز درنقش جنیس کنت
- روی چیائو درنقش سنزو تاناکا
- بلو یانگ درنقش چونگ لی
- میشل قیسی درنقش سوآن پاردس
- نورمن بارتون درنقش هلمر
- فارست ویتاکر درنقش راولینز
- فیلیپ چان
- پائولو توچا
- کیت دیوی
- ویکتور وونگ
- جهانگیر غفاری درنقش گوستافسون

## تولید
شلدون لتیچ، یکی از نویسندگان، ایده این فیلم را مطرح کرد. به گفته لتیچ:"فرانک دوکس را چند ماه قبل از ایده این فیلم می‌شناختم. فرانک داستان‌های بلند زیادی را برای من تعریف کرد که بیشتر آنها مزخرف بودند. اما داستان‌های او دربارهٔ شرکت در این به اصطلاح "کومیته" ایده‌ای عالی برای یک فیلم به نظر می‌رسید. یک نفر بود که او به من معرفی کرد، به نام ریچارد بندر، که ادعا می‌کرد در واقع در رویداد کومیته حضور داشته‌است و قسم خورد که هر چه فرانک به من گفته درست است. چند سال بعد. این مرد با فرانک درگیری داشت و به من اعتراف کرد که هرچه در مورد کومیته به من گفته دروغ بوده‌است؛ فرانک به او آموزش داده بود که چه بگوید. موسیقی متن این فیلم توسط پل هرتزوگ ساخته شده‌است که او همچنین آهنگسازی فیلم دیگری از ژان کلود ون دام به نام کیک‌بوکسور را بر عهده داشته‌است.

## شبکه خانگی
این فیلم در وی اچ اس منتشر شد و تا سال ۱۹۸۹ تعداد ۱۵۰٫۰۰۰ واحد فروخت. کمپانی برادران وارنر دی‌وی‌دی فیلم را در ۱ اکتبر ۲۰۰۲ در ایالات متحده منتشر کرد.

## بازخوردها
- ون دام نامزد دریافت جایزه تمشک طلایی برای بدترین ستاره جدید شد، اما در فیلم مک و من به رونالد مک‌دونالد باخت.
- در راتن تومیتوز، یک جمع‌آوری بازبینی، بر اساس ۲۸ بررسی، ۴۶٪ رتبه تأیید را با میانگین امتیاز ۵٫۱ از ۱۰ گزارش می‌دهد.[۱۰]
- در متاکریتیک، فیلم بر اساس ۵ منتقد، میانگین وزنی امتیاز ۲۹ از ۱۰۰ را دارد که نشان‌دهنده «بررسی‌های عموماً نامطلوب» است.[۱۱]
- رئیس‌جمهور سابق ایالات متحده، دونالد ترامپ، این فیلم را به عنوان فیلم مورد علاقه خود توصیف کرده‌است.[۱۲]